# Lee Dickson
Lee Dickson (Verden, 29 marzo 1985) è un rugbista a 15 internazionale per l'Inghilterra, che gioca mediano di mischia per i Bedford Blues.

## Biografia
Dickson nacque in Germania da madre inglese e padre scozzese; frequentò la Barnard Castle School in Inghilterra dove iniziò a giocare a rugby.
Il suo primo club professionistico fu Newcastle con il quale debuttò a 19 anni nella partita di English Premiership contro i Saracens.
Dopo quattro stagioni con la maglia di Newcastle si trasferì a Northampton, squadra neopromossa nel massimo campionato inglese. Il suo esordio con la nuova maglia avvenne nella vittoriosa partita di campionato contro i Worcester Warriors. Quell'anno Northampton raggiunse la salvezza in Premiership e un posto per l'Heineken Cup 2009-2010, inoltre vinse la Challenge Cup sconfiggendo in finale Bourgoin, partita che Dickson disputò come titolare. L'anno successivo il mediano inglese giocò più di duemila minuti in tutte le competizioni con Northampton, raggiungendo la semifinale di Premiership, i quarti di finale in Heineken Cup e la vittoria della Coppa Anglo-Gallese. Mentre in campionato anche l'annata seguente si concluse in semifinale, nella massima competizione europea per club la compagine inglese raggiunse la finale dove fu sconfitta da Leinster, Dickson oltre a quel match giocò interamente anche quarti e semifinale. Dopo aver sfiorato la vittoria, il cammino europeo nelle due edizioni successive di Heineken Cup si concluse con l'eliminazione durante la fase a gironi, ma Dickson dopo un'altra sconfitta in semifinale di Premiership nella stagione 2011-12, giocò la sua prima finale di campionato, valida per l'annata 2012-13, dove i Saints perdettero contro i Leicester Tigers. L'anno dopo arrivarono il primo titolo inglese per Northampton e anche la vittoria in Challenge Cup, la seconda con la stessa squadra per Dickson. Nell'annata 2015-16, dopo sette stagioni con la maglia dei Saints, fu nominato capitano del club al posto di Dylan Hartley.
Inizialmente, viste le origini paterne, Dickson rappresentò la Scozia durante il campionato del mondo under 19 del 2004, per poi l'anno successivo disputare la Coppa del Mondo under 21 con la maglia della nazionale inglese di categoria. Nel 2007 arrivò la sua prima chiamata con la Nazionale A dell'Inghilterra con la quale disputò e vinse la Churchill Cup. L'anno successivo dopo la sua partecipazione alla vittoria dell'Inghilterra A sugli Ireland Wolfhounds fu aggregato dal coach Brian Ashton alla nazionale maggiore che disputava il Sei Nazioni 2008 senza però scendere mai in campo. Anche nel 2010 disputò e vinse con gli England Saxons la Churchill Cup. L'allora nuovo commissario tecnico della nazionale inglese Stuart Lancaster convocò Dickson per il Sei Nazioni 2012, nel quale il mediano esordì nella vittoria conto la Scozia e giocò tutte le partite. Nel giugno 2012 fu aggregato alla squadra che partecipò al tour sudafricano del quale disputò due incontri partendo dalla panchina. Non convocato per nessuna delle partite del Sei Nazioni 2013, partecipò nel giugno dello stesso anno al tour sudamericano della nazionale inglese durante il quale fu in campo come titolare nella doppia sfida all'Argentina. Dickson giocò come titolare anche i tre test match contro Australia, Argentina e All Blacks nel novembre del 2013. L'anno successivo disputò, sempre partendo dalla panchina, quattro partite del Sei Nazioni 2014 e due incontri con la Nuova Zelanda durante il tour oceanico della nazionale inglese.

## Palmarès
- Premiership: 1
Northampton: 2013-14
- Challenge Cup: 2
Northampton: 2008-09, 2013-14
- Coppe Anglo-Gallesi: 1
Northampton: 2009-10